# Acquéreur (monétique)
 (septembre 2011).
Si vous disposez d'ouvrages ou d'articles de référence ou si vous connaissez des sites web de qualité traitant du thème abordé ici, merci de compléter l'article en donnant les références utiles à sa vérifiabilité et en les liant à la section « Notes et références ».
 (septembre 2011).
Un acquéreur est une institution financière à caractère bancaire qui est chargée de la collecte d'argent dans un modèle de vente via terminal physique ou de vente à distance. Deux types d'acquéreurs différents existent, car dans la plupart des cas, l'acquéreur est une société définie en tant qu'acquéreur, tandis qu'en France, le rôle d'acquéreur est rempli par la banque.

## Le rôle de l'acquéreur

### Dans un modèle e-commerce (VAD)
Quand un marchand souhaite utiliser les services d'un fournisseur de paiements du type non-collecteur, un contrat doit également être signé auprès d'un acquéreur. L'acquéreur remplira alors le rôle du fournisseur des services financiers tandis que le fournisseur de paiement VAD s'occupera purement de la sécurisation des paiements, le traitement des données et des services additionnels relatés au traitement des paiements.

#### Avantages d'un modèle acquéreur - non-collecteur
Vu le fait que l'argent ne transite pas via le fournisseur du service de paiement, celui-ci garde une image neutre et laisse le choix au client en ce qui concerne l'acquéreur. Ceci permet au marchand de choisir librement un acquéreur ce qui en soi permet également de trouver les meilleures conditions disponibles sur le marché. À part cela, une approche plus proactive au niveau des fraudes est possible.
Indirectement, ceci à aussi un impact sur les services offerts par les deux partis (acquéreur et fournisseur de paiement) car tous deux peuvent se focaliser sur leurs services afin de les améliorer constamment.